# Tossal Rodó (Santa Coloma de Queralt)
El Tossal Rodó és una muntanya de 765 metres que es troba al municipi de Santa Coloma de Queralt, a la comarca de la Conca de Barberà.